# Pinangraja
Pinangraja is een bestuurslaag in het regentschap Majalengka van de provincie West-Java, Indonesië. Pinangraja telt 3590 inwoners (volkstelling 2010).